# شوینده پرفشار

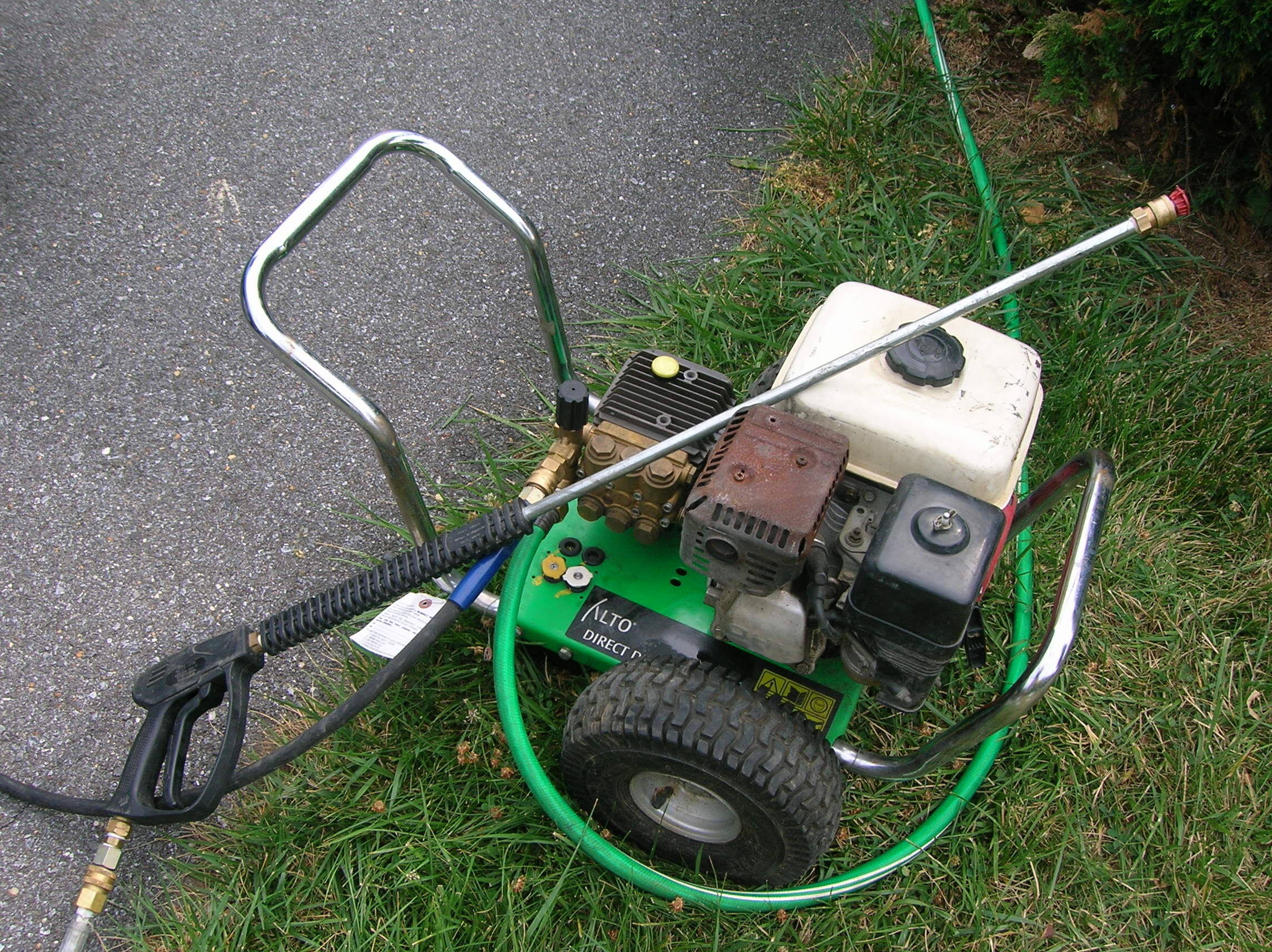
یک دستگاه شویندهٔ پرفشار

شویندهٔ پرفشار دستگاهی است که برای تمیز کردن و زدودن لکه‌های رنگ، جِرم‌های اضافی، و تکه‌های پس از ریخته‌گری، غبار و مانند آنها به کار می‌رود.
این دستگاه با پاشیدن پرفشارِ آب بر روی سطوح به کار گرفته می‌شود و شامل پمپ آب، موتور الکتریکی و موتور بنزینی یا گازوئیلی است. امروزه خودروهایی با این نام برای تمیز کردن جدول‌های خیابان به کار می‌رود.

## تقسیم‌بندی شوینده پرفشار
دستگاه شوینده پرفشار از نظر میزان فشار کاری، نوع منبع تغذیه و دمای آب خروجی به چند دسته تقسیم می‌شود.

### فشار کاری
دستگاه شوینده پرفشار از نظر میزان فشارکاری به سه گروه نیمه فشار قوی (فشار کمتر از ۲۵۰ بار)، فشار قوی (فشار ۲۵۰ تا ۱۰۰۰ بار) و فوق فشار قوی (فشار حداکثر تا ۳۰۰۰ بار) تقسیم می‌شوند.

### نوع منبع تغذیه
دستگاه شوینده پرفشار از نظر نوع منبع تغذیه به سه گروه الکتریکی (تک فاز و سه فاز)، بنزینی و دیزلی تقسیم می‌شوند. نوع شوینده سه فاز بیشتر به منظور شستشو در محیط‌های صنعتی با دسترسی به برق سه فاز قابل استفاده است.

### دمای آب خروجی
از نظر دمای خروجی نیز دو دسته واترجت آب گرم و واترجت آب سرد وجود دارد.